# 아카스카촌
아카스카촌(赤須賀村)은 일본 미에현 구와나군에 설치되었던 촌이다. 현재의 구와나시의 일부에 해당한다.